# Cryphia miltophaea
Cryphia miltophaea là một loài bướm đêm trong họ Noctuidae.